# Rijksbeschermd gezicht Hasselt
Gezicht Hasselt is een van rijkswege beschermd stadsgezicht in Hasselt in de Nederlandse provincie Overijssel. De procedure voor aanwijzing werd gestart op 6 september 1979. Het gebied werd op 12 mei 1982 definitief aangewezen. Het beschermd gezicht beslaat een oppervlakte van 39,4 hectare.
Panden die binnen een beschermd gezicht vallen krijgen niet automatisch de status van beschermd monument. Wel zal de gemeente het bestemmingsplan aanpassen om nieuwe ontwikkelingen in het gebied te reguleren. De gezichtsbescherming richt zich op de stedenbouwkundige en cultuurhistorische waardering van een gebied en wil het toekomstig functioneren daarvan veiligstellen.